# André Poplimont
André Georges Poplimont (ur. 18 kwietnia 1893 w Antwerpii, zm. 27 lutego 1973 w Brukseli) – belgijski hokeista i szermierz, dwukrotny olimpijczyk.

## Występy na IO
| Rok  | Igrzyska Olimpijskie | Konkurencja     | Wyniki                                         |
| 1924 | Chamonix 1924        | hokej na lodzie | 7. miejsce                                     |
| 1932 | Los Angeles 1932     | szermierka      | ind. odpadł w kwalifikacjach, druż. 4. miejsce |